# Eduardo Agra
Eduardo Nilton Agra Galvão, mais conhecido como Eduardo Agra (Recife, 31 de julho de 1956), é um ex-jogador de basquete brasileiro. Atualmente, é comentarista de esportes americanos dos canais ESPN Brasil.

## Biografia
Filho de outra referência do basquete local, o ex-árbitro internacional Nilton Agra, que dá nome ao troféu do Campeonato Pernambucano de Basquetebol, Eduardo Agra começou na modalidade ainda na escolinha do Clube Português do Recife, onde atuou por cerca de seis anos, e logo chegou à seleção nacional. A primeira oportunidade foi na categoria juvenil, pela qual conquistou, de cara, o Sul-Americano de 1975. No mesmo ano, foi chamado para defender o Clube Sírio e atuar ao lado de grandes craques, como Oscar Schmidt e Marcel, lendas do basquete brasileiro. Ele também é tio do ex-jogador de basquete e comediante de stand-up Nil Agra.
Depois, chegou à liga universitária americana (NCAA), onde atuou por quatro anos pela Universidade de Kansas State. Em seu primeiro ano (1980), Agra participou apenas de três jogos, tentando apenas uma arremesso. No segundo ano, sua melhora foi assustadora. Com mais tempo em quadra e oportunidades, Agra foi um dos destaques do time. Acabou a temporada de 1981 com 4,3 pontos e 1,7 assistências por jogo. Na temporada de 1982, suas médias de assistências e rebotes aumentaram: 2 e 2,3 por jogo, respectivamente. Em sua última temporada (1983), dos 23 jogos em que atuou, foi titular em 18 deles. Suas médias foram as melhores desde sua chegada a Kansas: 5,6 pontos, 3,3 assistências e 3 rebotes.
No ano de 1976, foi lançado à seleção principal pelo técnico Ary Vidal. Em 1978, sob o comando de Ary, Agra estava na Seleção que conquistou a terceira colocação no Mundial das Filipinas.
Em 1984, embarcou com a delegação brasileira rumo a Los Angeles para disputar sua primeira olimpíada (LA-1984). Na ocasião, o Brasil acabou em nono. Mas seu feito jamais tinha sido conquistado por um atleta pernambucano. 
Hoje, Agra comenta basquete universitário e NBA, e participa do podcast NBA na ESPN, no site ESPN, com Gustavo Hofman e José Roberto Lux, o Zé Boquinha, às quintas-feiras.